# ケノレステス科
ケノレステス科（Caenolestidae）は有袋類少丘歯目の科。南米アンデスに7種が現生する。

## 分布
アンデスの高地の奥まった森林や草原に生息する。

## 特徴
頭胴長（体長）9–14センチメートル、尾長10–14センチメートル、体重14–41グラム。大きさは小さなラット大で、脚は細長く、吻は尖りほっそりとしており、尾には毛が生える。主に肉食性で、昆虫、ミミズ、小型脊椎動物などを狩る。目が小さく視力が悪く、聴覚と長く敏感なひげを使って獲物を見つけるために夕方と夜に狩りをする。 一生の多くを巣穴や地上の獣道で過ごしているようである。他の有袋類のいくつかと同様に、袋を持たず、メスが常に子供を運んでいるわけではなく、おそらく穴の中に子供を残したままにしているようである。

## 系統分類
少丘歯目は有袋類の共通祖先から早くに別れた。分子系統解析によれば、2番目に基盤的な有袋類である。2,000万年前以降、少なくとも7属が南米で生じたが、現生は3属のみ。

### 現生種
7種が存在し、うち1種は2013年に記載された。和名は川田ほか（2018）に従う。英名はGardner（2005）による。本科の構成種は「shrew opossum」や「rat opposum」と呼ばれることもある。
- ケノレステス属 Caenolestes
  - Caenolestes caniventer ハイバラケノレステス Gray-bellied caenolestid
  - Caenolestes condorensis アンデスケノレステス Andean caenolestid
  - Caenolestes convelatus クロケノレステス Northern caenolestid
  - Caenolestes fuliginosus エクアドルケノレステス Dusky caenolestid
  - Caenolestes sangay[3]
- ペルーケノレステス属 Lestoros
  - Lestoros inca ペルーケノレステス Incan caenolestid
- チリケノレステス属 Rhyncholestes
  - Rhyncholestes raphanurus チリケノレステス Long-nosed caenolestid